# Ramiro (Spagna)
Ramiro è un comune spagnolo di 72 abitanti situato nella comunità autonoma di Castiglia e León.